# Seubersdorf
Seubersdorf là một đô thị thuộc huyện Neumarkt bang Bayern nước Đức